# Vanča vas
Vanča vas je naselje v Občini Tišina. Tukaj se je rodil nabožni pisatelj Anton Števanec.

## Prireditve
Leta 1954 je potekalo Borovo gostüvanje.